# Edu Manga
Edu Manga (sinh ngày 2 tháng 2 năm 1967) là một cầu thủ bóng đá người Brasil‎.

## Đội tuyển bóng đá quốc gia Brasil‎
Edu Manga thi đấu cho đội tuyển bóng đá quốc gia Brasil‎ từ năm 1987 đến 1989.

## Thống kê sự nghiệp
| Đội tuyển bóng đá Brasil | Đội tuyển bóng đá Brasil | Đội tuyển bóng đá Brasil |
| Năm                      | Trận                     | Bàn                      |
| ------------------------ | ------------------------ | ------------------------ |
| 1987                     | 2                        | 0                        |
| 1988                     | 3                        | 0                        |
| 1989                     | 5                        | 0                        |
| Tổng cộng                | 10                       | 0                        |